# خاویر پریرا
خاویر پرِیرا (اسپانیایی: Javier Pereira‎؛ زادهٔ ۵ نوامبر ۱۹۸۱) بازیگر اهل اسپانیا است. وی از سال ۲۰۰۷ میلادی تاکنون مشغول فعالیت بوده‌است.
از فیلم‌ها یا برنامه‌های تلویزیونی که وی در آن نقش داشته‌است، می‌توان به پس از کلاس و استکهلم اشاره کرد.